# Agnosco veteris vestigia flammae

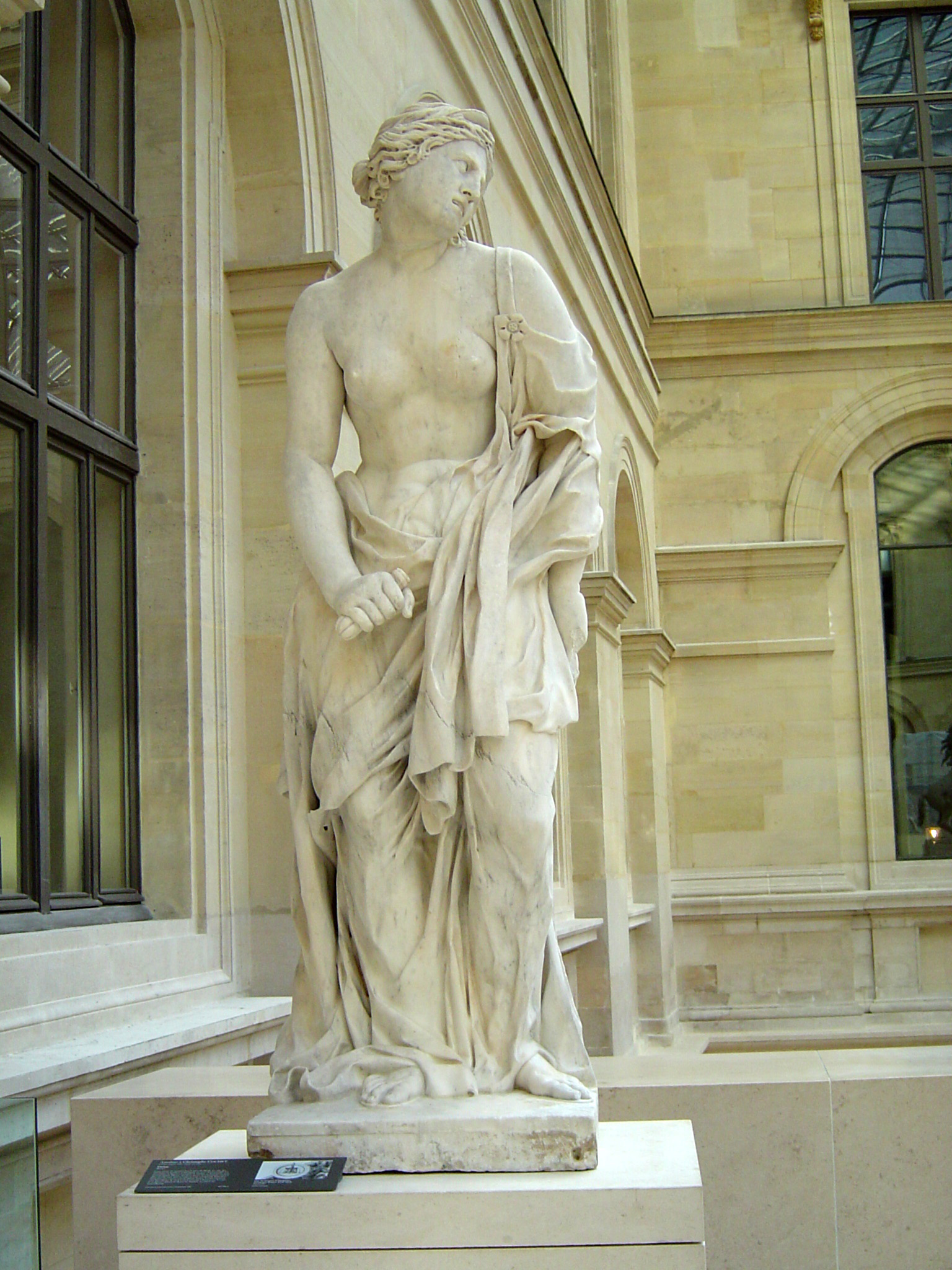
Статуя Дідони

Agnosco veteris vestigia flammae — Впізнаю сліди колишнього вогню. Латинська крилата фраза, вперше зустрічається в поемі  Вергілія «Енеїда».

## Джерело
«Енеїда», IV, 23. Цю фразу вимовляє Карфагенська цариця Дідона, коли згадуючи про свого покійного чоловіка, говорить про любов до троянського героя  Енея:
Anna, fatebor enim, miseri post fata Sychaei 

coniugis et sparsos fraterna caede Penates 

solus hic inflexit sensus animumque labantem 

impulit. Agnosco veteris vestigia flammae. 

Aннa, сознаюсь, с тех пор, как свершилась супруга Сихея 

Бедного участь и брат окровавил убийством пенатов, — 

Он один лишь склонил мои чувства и зыбкую душу 

Тронул; я узнаю огня ощущенье былого!  

(переклад Валерія Брюсова і Сергія Соловйова)

## Приклади використання
- Данте, Божественна комедія, Чистилище, пісня XXX: per dicere a Virgilio: 'Men che dramma

di sangue m’è rimaso che non tremi: 

conosco i segni de l'antica fiamma.
Сказать Вергилию: «Всю кровь мою 

Пронизывает трепет несказанный: 

Следы огня былого узнаю!»
- Хто відніме у муз любовні вигадки, той викраде у них найдорогоцінніший з їхніх скарбів; а хто змусить любов відмовитися від спілкування з поезією і від її допомоги і послуг, той позбавить її найбільш дієвої зброї; і зробивши це звинуватив б тим самим бога близькості і потягу і богинь, покровительок людяності і справедливості, в чорній невдячності і у відсутності почуття вдячності. Я не настільки давно звільнений у відставку зі штату і свити цього бога, щоб не пам'ятати про його міць і доблесть: agnosco veteris vestigia flammae . Мішель Монтень, Про вірші Вергілія (Досліди, кн. 3, с. 85).